# Micropera proboscidea
Micropera proboscidea är en orkideart som först beskrevs av Johannes Jacobus Smith, och fick sitt nu gällande namn av Leslie Andrew Garay. Micropera proboscidea ingår i släktet Micropera och familjen orkidéer. Inga underarter finns listade i Catalogue of Life.